# Chennai International Airport
Chennai International Airport (Tamil: சென்னை பன்னாட்டு வானுர்தி நிலையம், Hindi: चेन्नई अंतर्राष्ट्रीय हवाई अड्डा) is een luchthaven bij Chennai (voorheen gekend als Madras), India. Het is Zuid-India's grootste en belangrijkste internationale en vracht-hub en bedient Chennai en Tamil Nadu. Bekeken naar totaal passagiersverkeer moet het in Zuid-India enkel de luchthaven Kempegowda voor laten gaan. De luchthaven heeft een oppervlakte van 519 hectare.
De luchthaven heeft drie terminals. Deze zijn op hun beurt ook weer onderverdeeld in verschillende stukken.
Chennai International Airport had in 2015 14.782.281 passagiers, en 311.043 ton cargo. Er waren 120.775 vliegtuigbewegingen dat jaar. Ze is een primaire hub voor Air Costa, SpiceJet, AirAsia India en Jet Airways, en dient als vrachthub voor Blue Dart Aviation. Chennai is een secundaire hub voor Air India.
Het vliegveld handelt samen met de vliegvelden in New Delhi, Bombay en Bangalore meer dan 60% van alle passagiers in India af.

## Galerij

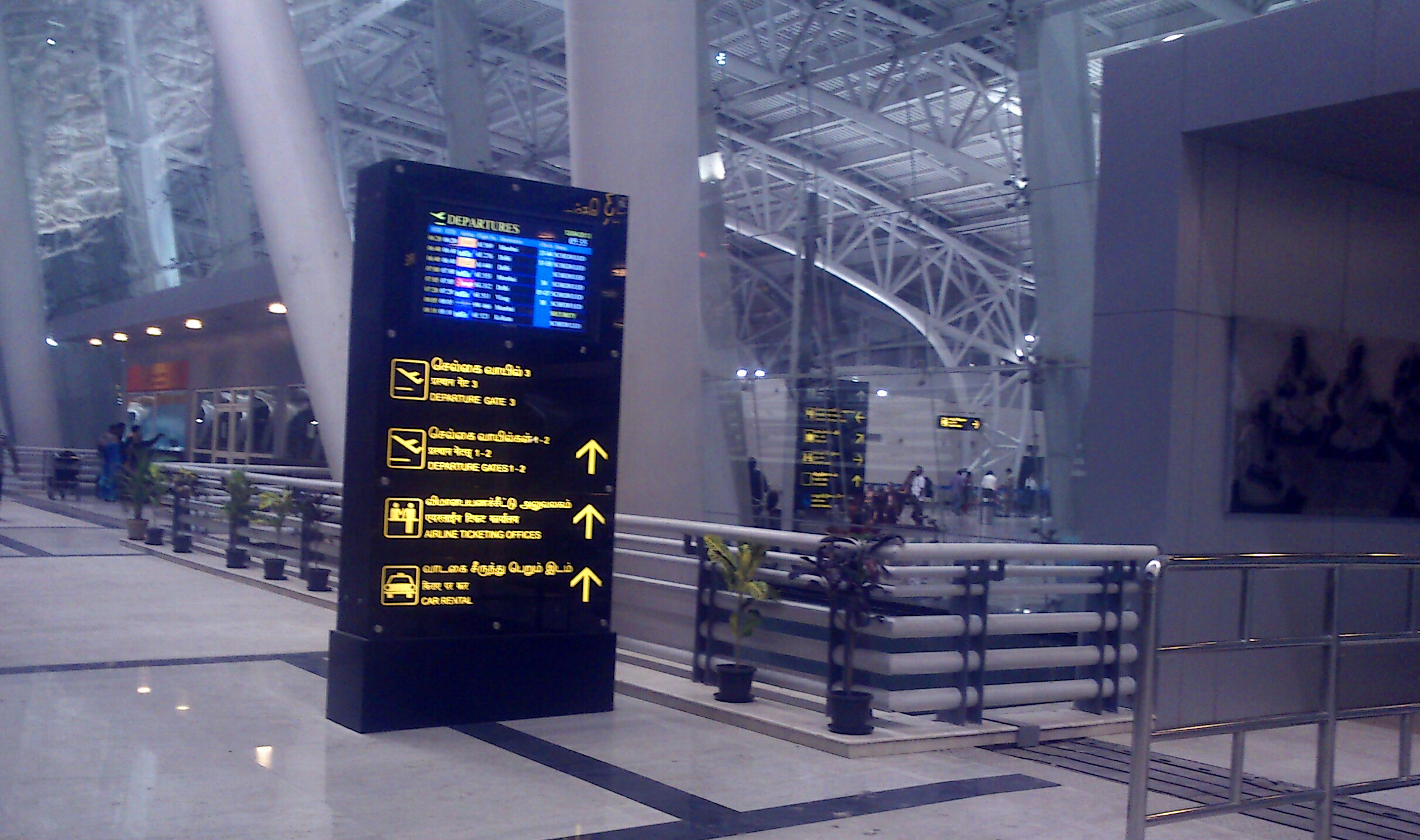
Check-in
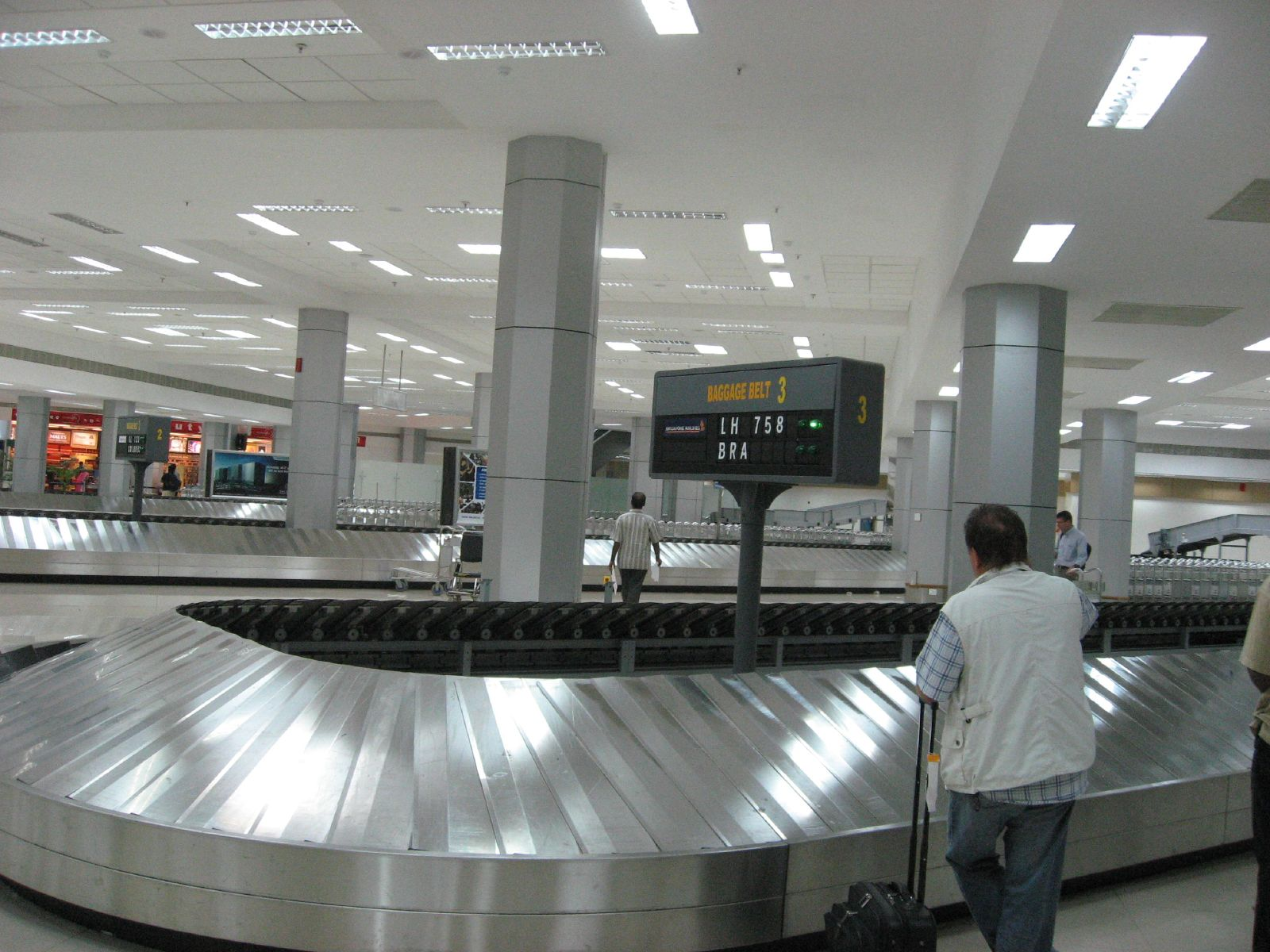
Baggage claim
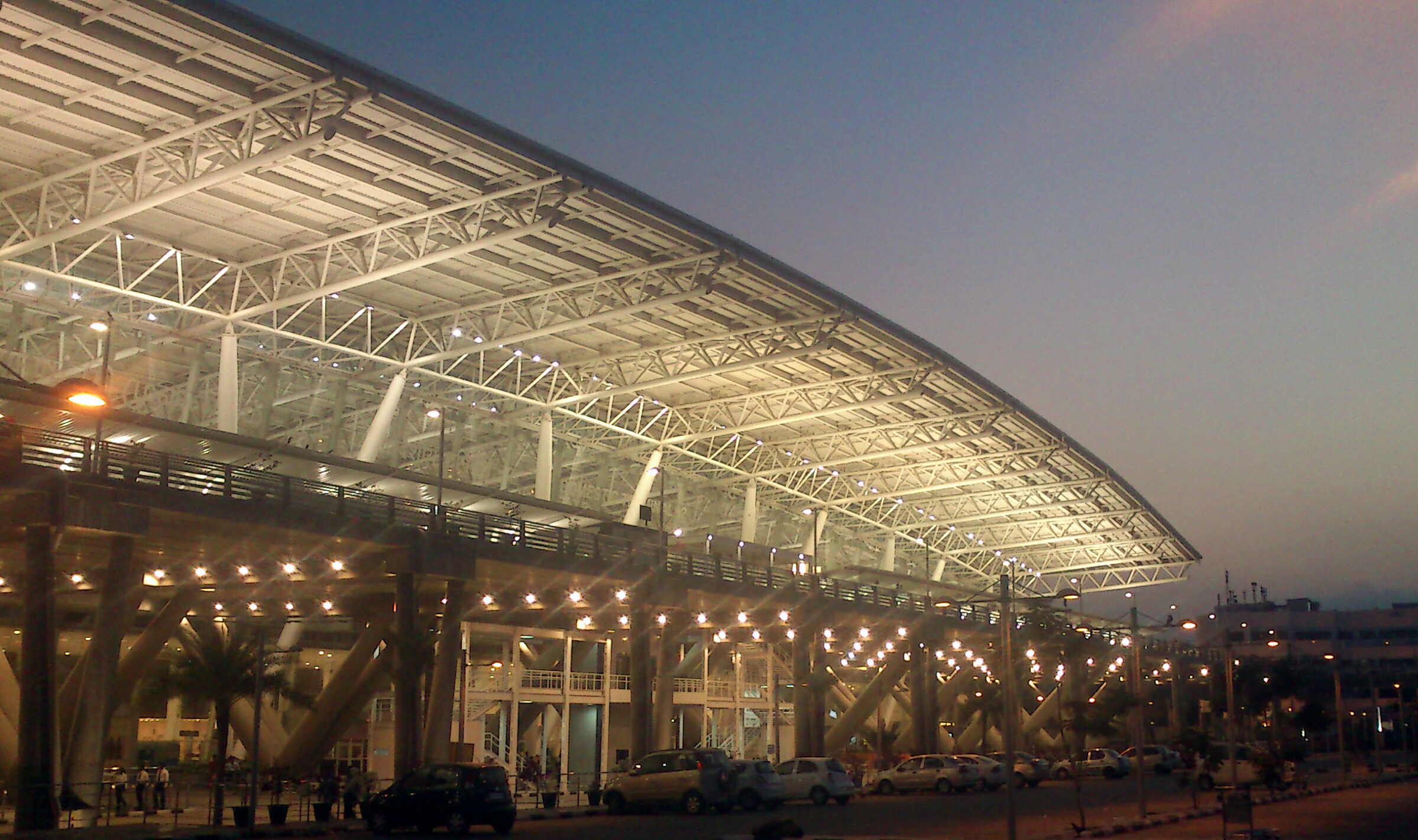
Passagiersterminal